# Maria Barbara Bach
Maria Barbara Bach (ur. 20 października 1684 w Gehren, pochowana 7 lipca 1720 w Köthen (Anhalt)) – kuzynka oraz pierwsza żona Johanna Sebastiana Bacha, córka Johanna Michaela Bacha.

## Życie
Niewiele wiadomo o jej życiu. 17 października 1707 w Dornheim koło Arnstadt (Turyngia) wyszła za mąż za Johanna Sebastiana Bacha. Uchodzili za szczęśliwe i zgodne małżeństwo.
Maria Barbara Bach była śpiewaczką sopranową. Zmarła niespodziewanie, gdy mąż przebywał na dworze swego mocodawcy, księcia Leopolda von Anhalt-Köthen w Karlsbadzie. Nie jest znana dokładna data jej śmierci; przyjmuje się datę jej pogrzebu 7 lipca 1720 na cmentarzu Köthener Alten Friedhof w Köthen (Anhalt).
Miasto Köthen (Anhalt) ufundowało w 2004 na cześć Marii Barbary Bach pamiątkowy obelisk, który stanął w parku miejskim.

## Dzieci
- Catharina Dorothea (ur. 28 grudnia 1708, zm. 14 stycznia 1774)
- Wilhelm Friedemann, znany też jest jako „Bach drezdeński” lub „Bach hallski” (ur. 22 listopada 1710, zm. 1 lipca 1784)
- Johann Christoph (ur. 23 lutego 1713, zm. 23 lutego 1713)
- Maria Sophia (ur. 23 lutego 1713, zm. 15 marca 1713)
- Carl Philipp Emanuel, znany jako „Bach berliński lub hamburski” (ur. 8 marca 1714, zm. 14 grudnia 1788)
- Johann Gottfried Bernhard (ur. 11 maja 1715, zm. 27 maja 1739)
- Leopold Augustus (ur. 15 listopada 1718, zm. 29 września 1719)